# Улица Молдагуловой (Санкт-Петербург)
У́лица Молдагу́ловой — улица в Красногвардейском районе Санкт-Петербурга. Проходит от Большеохтинского проспекта до Среднеохтинского проспекта. Улица находится в муниципальном округе Большая Охта.

## Название

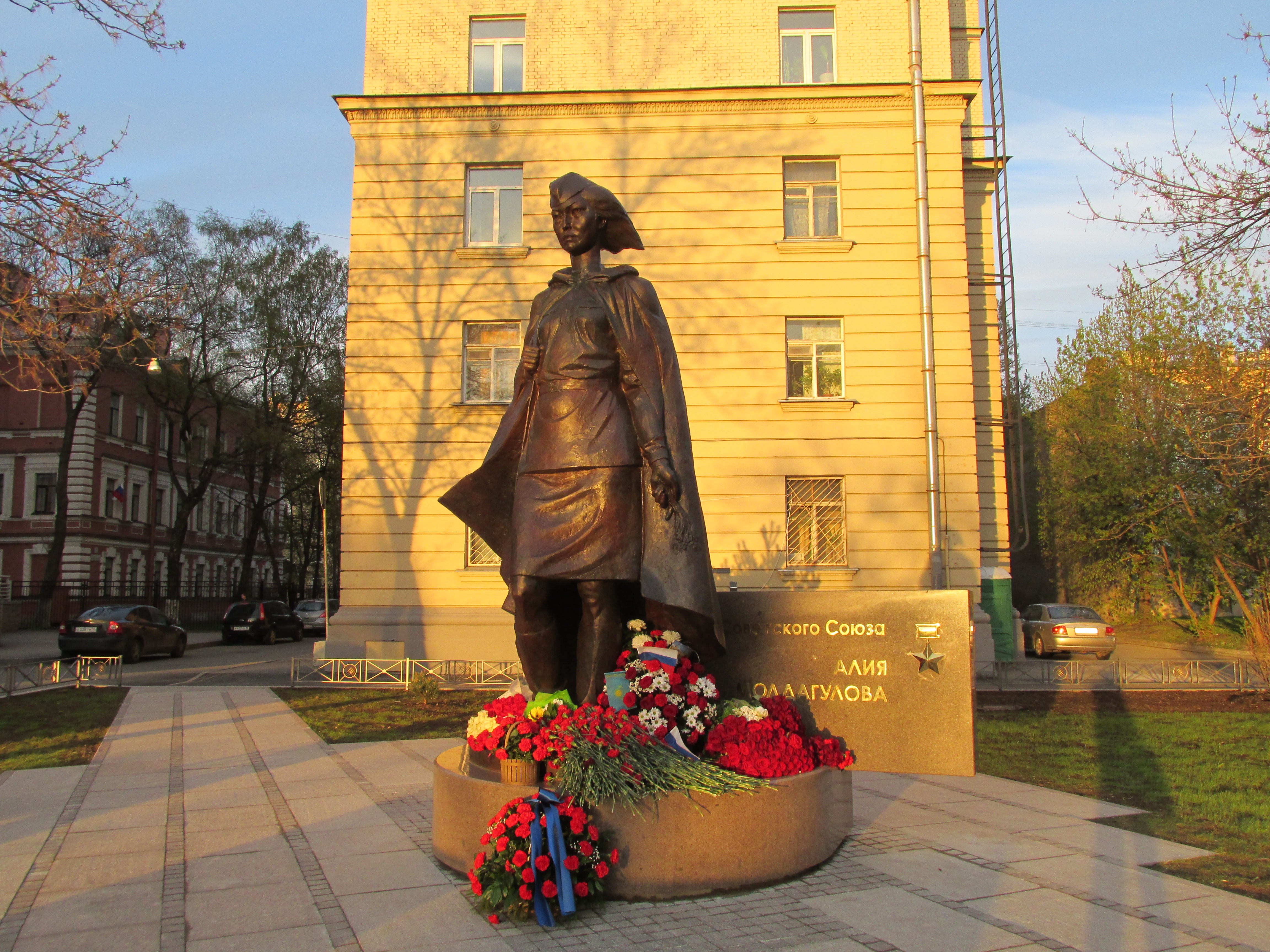
Памятник Алие Молдагуловой

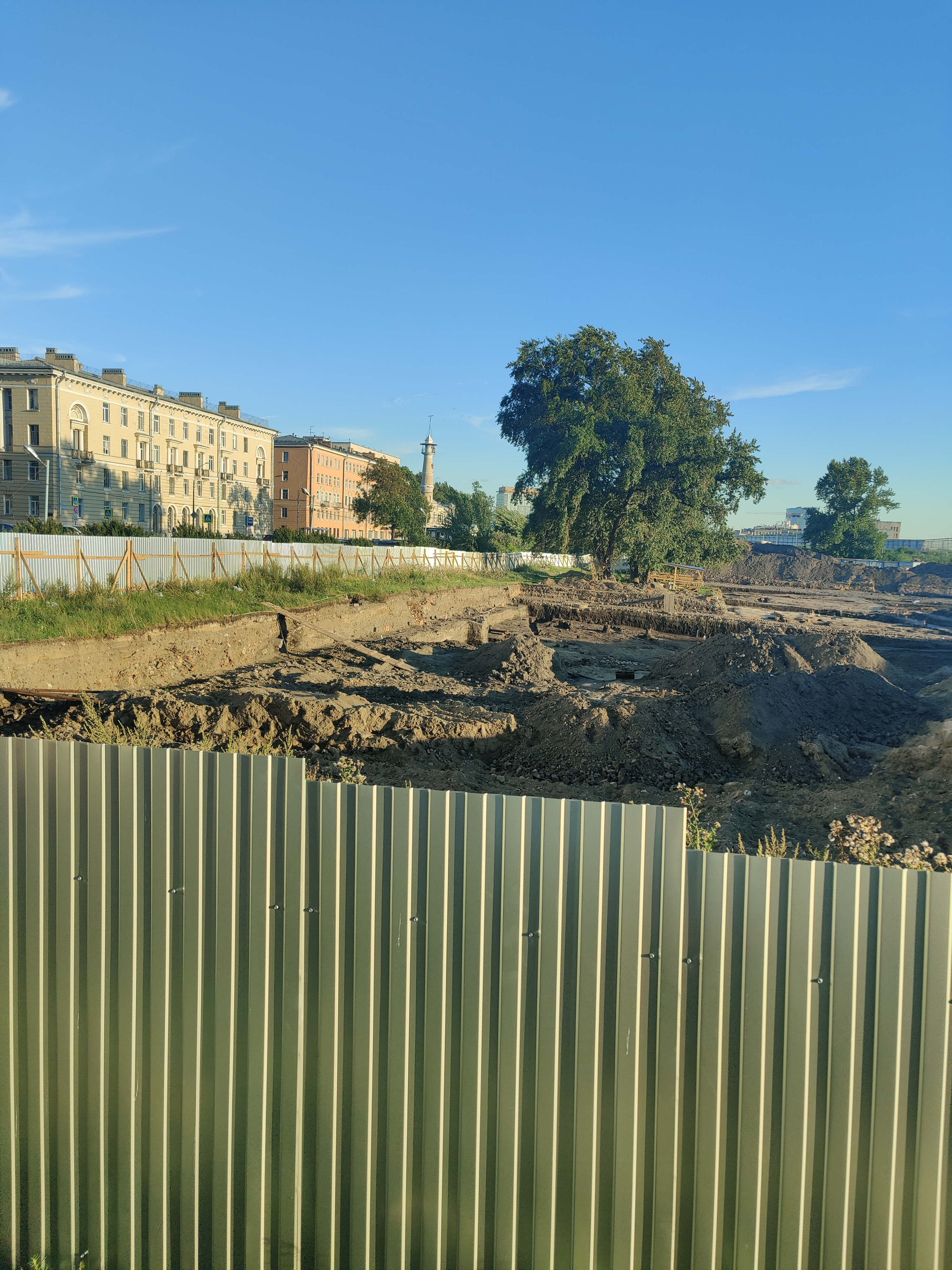
Место раскопок булыжной мостовой спустя две недели после обнаружения

Улица появилась в 1828 году. До 1980 года улица носила название домовладельца Гурдина, и называлась Гурдина улица.
29 декабря 1980 года было принято решение о переименовании улицы в честь Героя Советского Союза Алии Нурмухамбетовны Молдагуловой, известной также как Лия Молдагулова.
В августе 2023 года при археологических изысканиях была найдена булыжная мостовая, предположительно — бывшая часть улицы.

## Достопримечательности, здания, сооружения
- Дом № 1/7 на углу с Большеохтинским проспектом — жилой дом, построенный в 1953 году в стиле «сталинский ампир», архитекторы Ф. А. Гепнер, Л. Линдрот. На этом доме, на стороне, выходящей на улицу Молдагуловой, установлена мемориальная доска с надписью: «Улица названа в честь Героя Советского Союза Алии Молдагуловой 25.10.1925 г. — 16.01.1944 г.»[3];
- Дом № 5 — дом, построенный в 1947—1953 году, архитекторы А. К. Барутчев, Я. О. Рубанчик. В настоящий момент в доме располагается Центр гигиены и эпидемиологии по Санкт-Петербургу, филиал № 3, обслуживающий жителей Красногвардейского и Невского районов[4];

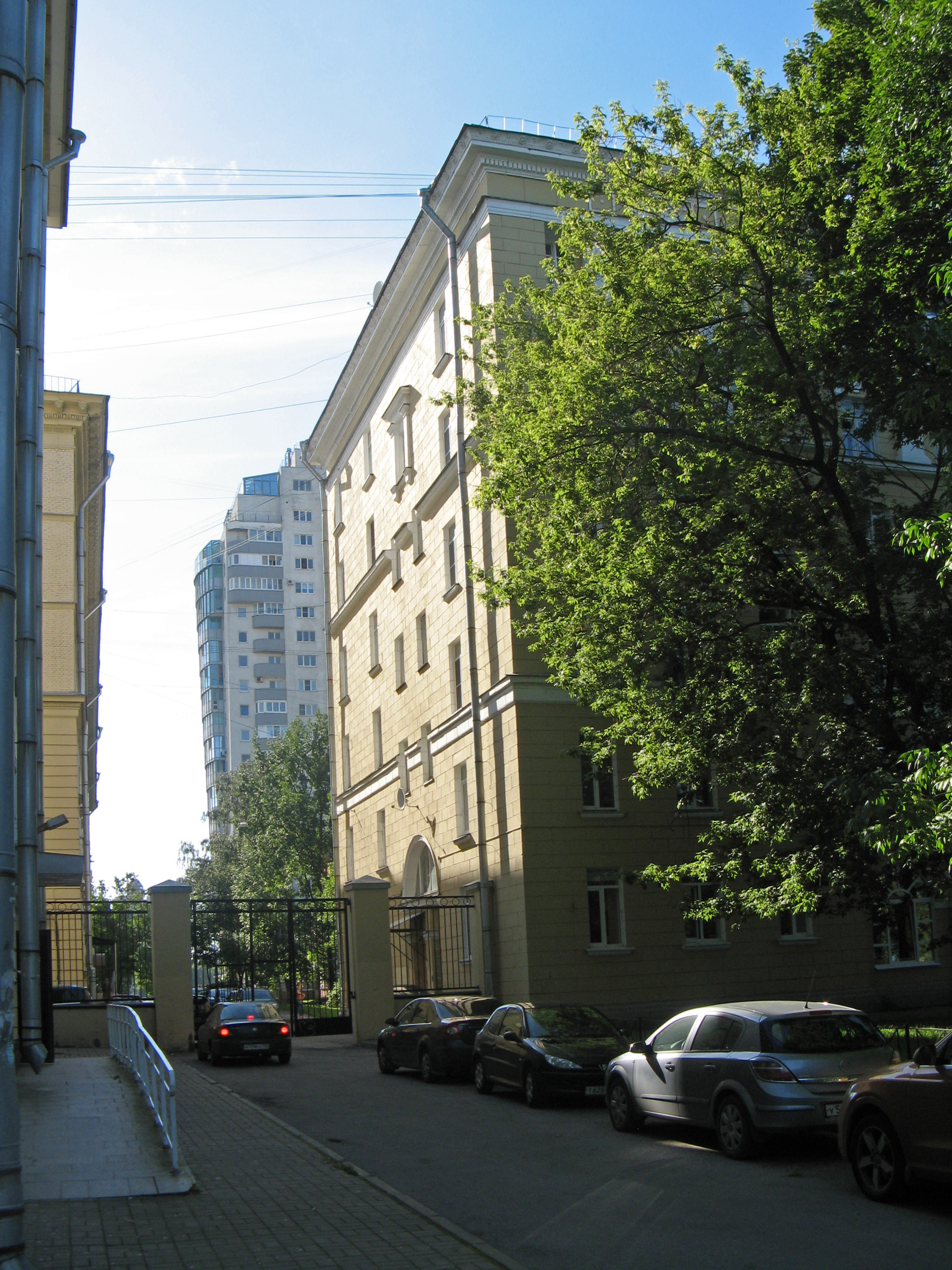
Вид в сторону Большеохтинского проспекта. Справа — здание библиотеки имени Н. В. Гоголя и сквер

- Дом № 6 — строение 1888 года, построенное в стиле «эклектика» (арх. В. В. Николя), в котором располагался Охтинский детский приют[5][6]. В настоящий момент в доме располагается Центр повышения квалификации специалистов Красногвардейского района Санкт-Петербурга «Информационно-методический центр»[7];
- Дом № 7/6, на углу со Среднеохтинским проспектом — жилой дом 1902—1903 годов постройки в стиле «эклектика», архитектор С. Корнилов. Снесено, на его месте в 2005—2006 годах построено современное семиэтажное кирпично-монолитное здание. Инвестор строительства — ТД «Сигма»[8].
- Центральная районная библиотека имени Н. В. Гоголя (адрес — дом № 8 по Среднеохтинскому проспекту, торцевой частью здание выходит на улицу Молдагуловой) со сквером. В сквере у библиотеки в 2010 году установлена скульптура «Голубь Экзюпери» (скульптор Т. Трошин). Скульптура выполнена из гранита, её высота 1,6 м.

## Транспорт
Ближайшая станция метро —  «Новочеркасская».
По улице не осуществляется движение общественного транспорта. В радиусе 300 метров от улицы находятся остановки следующих маршрутов общественного транспорта:
- автобусы № 15, 22, 105, 136, 174, 181, 206, 290, 295;
- трамваи № 7, 10, 23;
- троллейбусы № 16, 18.